# Windows Mail Desktop
Windows Mail Desktop (anteriormente Windows Live Mail y Windows Live Mail Desktop, con nombre código Elroy) es un programa de cliente de correo electrónico dentro de los servicios que ofrece Microsoft y distribuido en el paquete de programas Windows Essentials. Este es considerado el sucesor de Outlook Express en Windows XP y Windows Mail en Windows Vista. 
Mail Desktop en su versión 2012 mantiene la palabra Live, pero en el contrato de servicios de Microsoft 2012 oficialmente consta Windows Mail Desktop.

## Historia

### Versión 12 (Wave 2)
La primera versión de Windows Live Mail, fue lanzada el 6 de noviembre de 2007.
Windows Live Mail tiene todas las características de Windows Mail. También agrega las siguientes nuevas características:
- Soporte para cuentas de correo electrónico basado en Web incluyendo Hotmail, Gmail y Google Mail y Yahoo! Mail Plus.
- Una interfaz de usuario diferente que coincide con las demás aplicaciones de Windows Live Wave 2.
- Sincronización con soporte de contactos para canales RSS.
- Características destacadas incluyen la capacidad de responder directamente por correo electrónico al autor de un artículo que aparece en una fuente RSS y la capacidad de agregar varias fuentes en una sola carpeta. La funcionalidad RSS requiere Internet Explorer 7.
- Listas de mensaje de varias líneas, como en Outlook.
- Emoticonos pueden utilizarse en mensajes de correo electrónico y otras funciones.
- Corrector ortográfico.
- Separar las carpetas de bandeja de entrada diferentes cuentas POP.
- Mejora de soporte para envío de archivos de imagen en correos electrónicos, incluida la capacidad de realizar la corrección de fotografía básica y aplicar efectos de borde diferentes a fotografías.

### Versión 2009 (Wave 3)
Una versión beta de Windows Live Mail se lanzó en septiembre de 2008. Presenta una nueva interfaz de usuario que, al igual que las demás aplicaciones de Windows Live Wave 3 lanzadas al mismo tiempo, no tiene iconos en los botones de barra de herramientas. También incluye una nueva función de calendario. Calendario de eventos sincroniza automáticamente entre Windows Live Mail y Hotmail Calendar. Una versión beta refresh de Windows Live Mail fue lanzada el 15 de diciembre de 2008, y esta versión fue lanzada oficialmente como la versión final de 8 de enero de 2009.
La versión 14 todavía contiene el mismo problema MIME con correo firmado que Outlook Express.

### Versión 2011 (Wave 4)
La versión 15 fue lanzada junto con Windows Live Essentials a finales de septiembre de 2010. Además de presentar la interfaz de Office 2007 y Office 2010 (llamada ribbon) como en todos los programas de la suite, ahora Windows Live Mail, tiene las siguientes novedades:
- Agrupación de correos (también llamadas conversaciones).
- Fotocorreo (correos con imágenes subidas a SkyDrive).
- Calendario reducido en el correo.
- Mejor integración con los otros programas de la suite (Writer, Windows Photo Gallery).
- Permite conectarse a redes sociales como Facebook, Flickr y utilizar, por ejemplo los amigos de Facebook como contactos de correo.

### Versión 2012 (Wave 5)
El 7 de agosto de 2012, Microsoft lanzó una nueva versión de Windows Essentials 2012, que incluye Windows Mail Desktop 2012.

## Características
- Permite trabajar con múltiples cuentas en la misma sesión tanto cuentas POP3/IMAP como con cuentas web de Hotmail, AOL, Yahoo o Gmail; permitiendo arrastrar, colocar y organizar el correo electrónico fácilmente.
- Integra una vista previa de los mensajes en el panel de lectura.
- Bloquea los mensajes sospechosos y elimina el correo electrónico no deseado fácilmente.
- Ayuda a proteger las cuentas de correo electrónico de los mensajes de suplantación de identidad (phishing).
- Crea y edita mensajes de correo electrónico con fotografías rápidamente.